# Арвідсьяур
Арвідсьяур, також Арвідс'яур (швед. Arvidsjaur) — місто на півночі Швеції, у лені Норрботтен. Адміністративний центр комуни Арвідсьяур.